# Dvanáctiválcový vidlicový motor

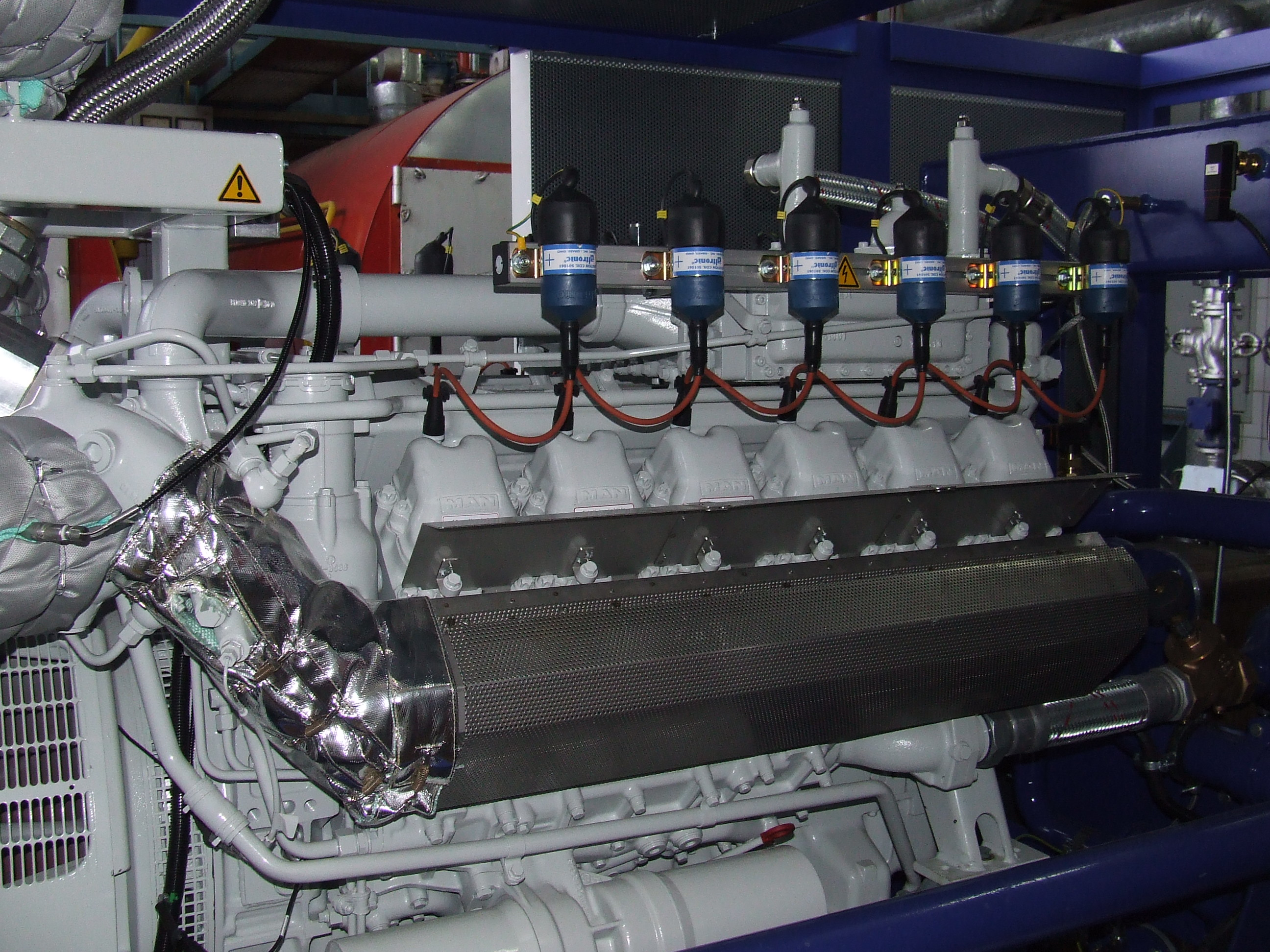
Dvanáctiválcový stabilní motor MAN v kogenerační stanici

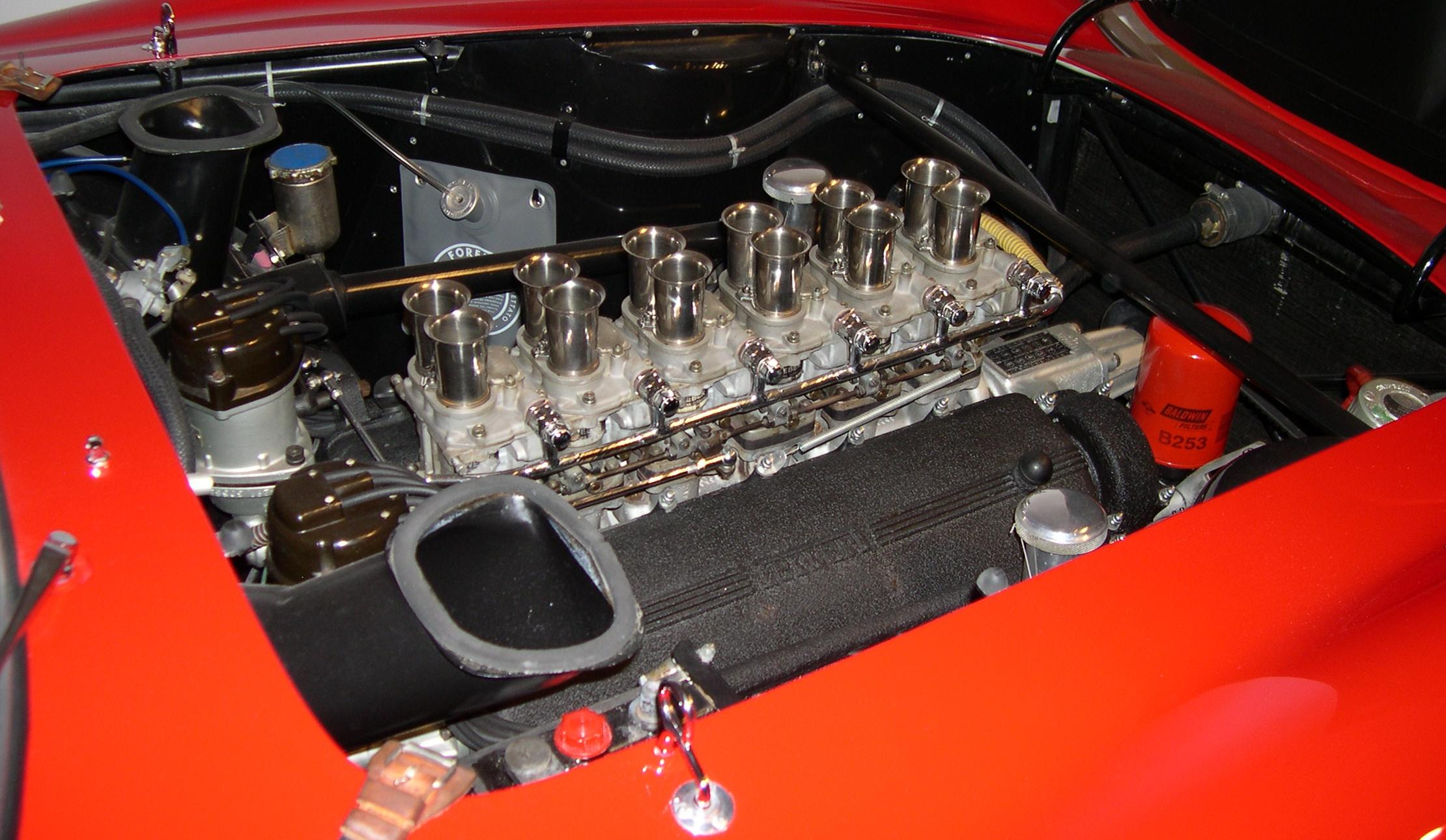
Motor V12 z Ferrari 250 GTO

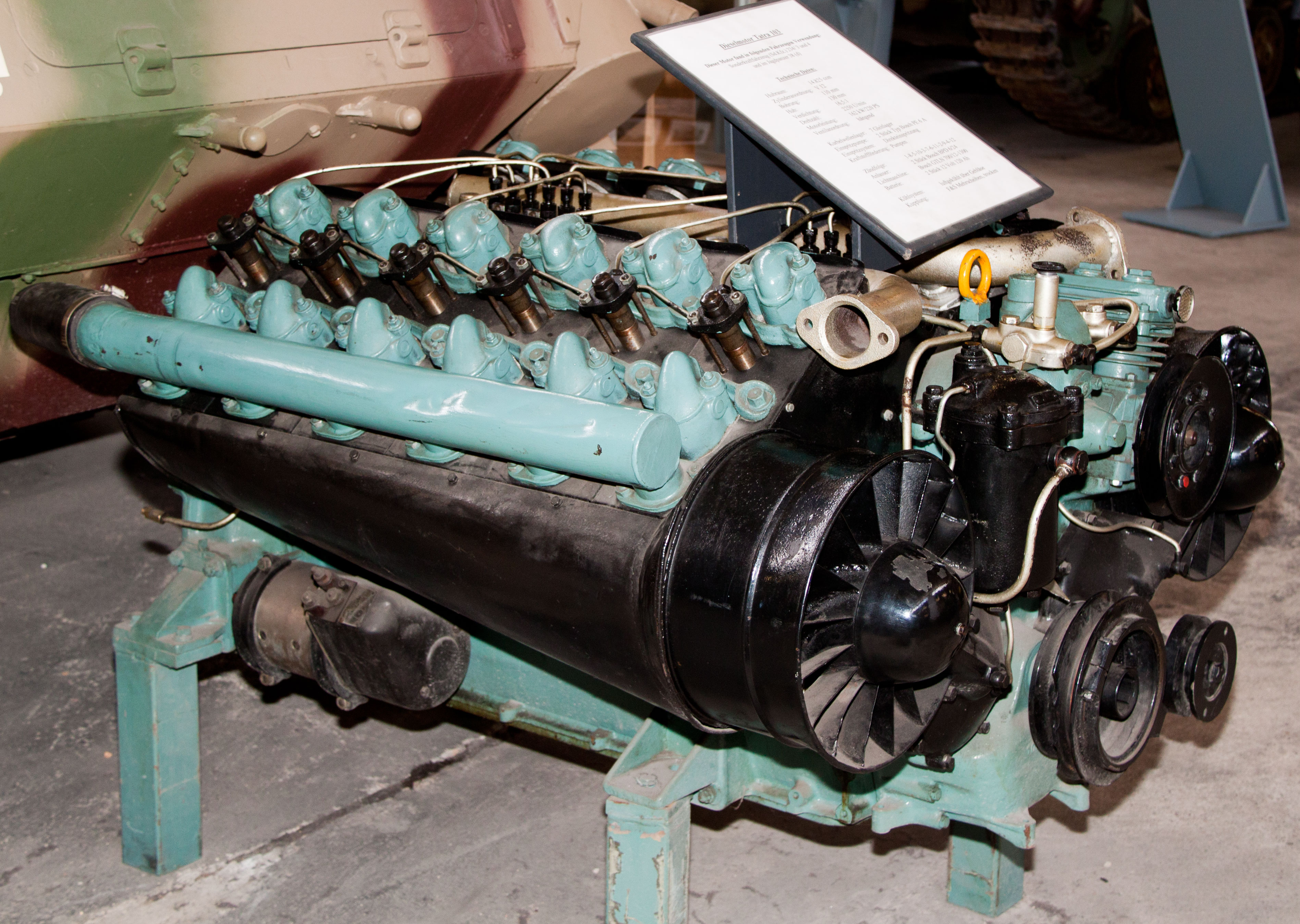
Motor Tatry 111

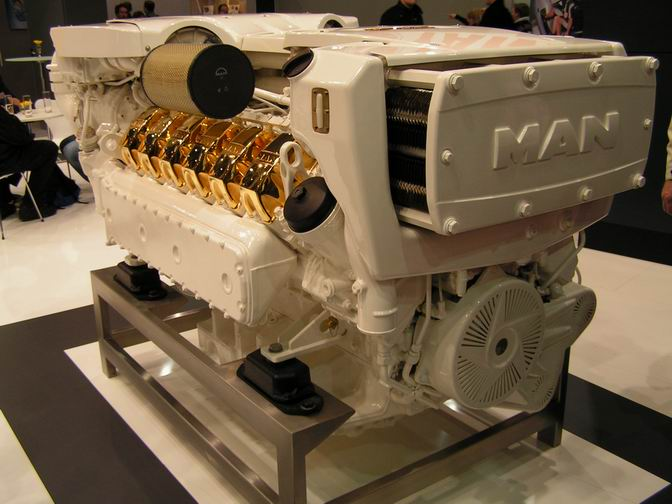
Lodní motor MAN

Dvanáctiválcový vidlicový motor či zkráceně V12 je vidlicový motor, který sestává z dvanácti válců uspořádaných po šesti válcích na každé straně. Je užíván k pohonu vozidel, plavidel anebo jako stabilní motor například u elektrických generátorů. V minulosti nalezl široké uplatnění i v pohonu letadel.

## Vozidla

### Osobní automobily
Zpravidla je montován do luxusních automobilů renomovaných značek jako Audi, BMW, Mercedes-Benz nebo Volkswagen. Montuje se i do supersportovních automobilů (Lamborghini, Ferrari). V 30. letech 20. století byly V12 motory vyráběny i v Československu (Tatra 80, Walter Royal).

#### Sériové osobní vozy s motory V12
| Motor            | Značka, model                                                        |
| ---------------- | -------------------------------------------------------------------- |
| V12 Ferrari      | Ferrari F50                                                          |
| V12 Mercedes     | Mercedes-Benz S, Mercedes-Benz CL, Mercedes-Benz SL, Mercedes-Benz G |
| V12 BMW          | McLaren F1                                                           |
| V12 Jaguar       | Jaguar XJ                                                            |
| V12 BMW          | BMW 750/760 , 850                                                    |
| V12 Audi         | Audi Q7                                                              |
| V12 Aston Martin | Aston Martin Vanquish, V12 Vantage                                   |
| V12 Rolls Royce  | Rolls-Royce Phantom                                                  |
| V12 Lamborghini  | Lamborghini Diablo 6.0 V12 GT                                        |

### Nákladní automobily
Vznětové V12 motory se zdvihovým objemem až do 18 000 cm ³ (18 litrů), s přeplňováním a výkonem až 700 koňských sil se používají v nákladních automobilech a tahačích. Vidlicový dvanáctiválcový motor používaly například Tatra 111 a tahače Tatra 141 a všechny řady vozidel Tatra 813 a Tatra 815. Motor z osobního automobilu Walter Royal byl po úpravě použít i v autobusu Walter D-Bus a v rychlém požárním vozidle Walter V-12.

### Obrněná technika

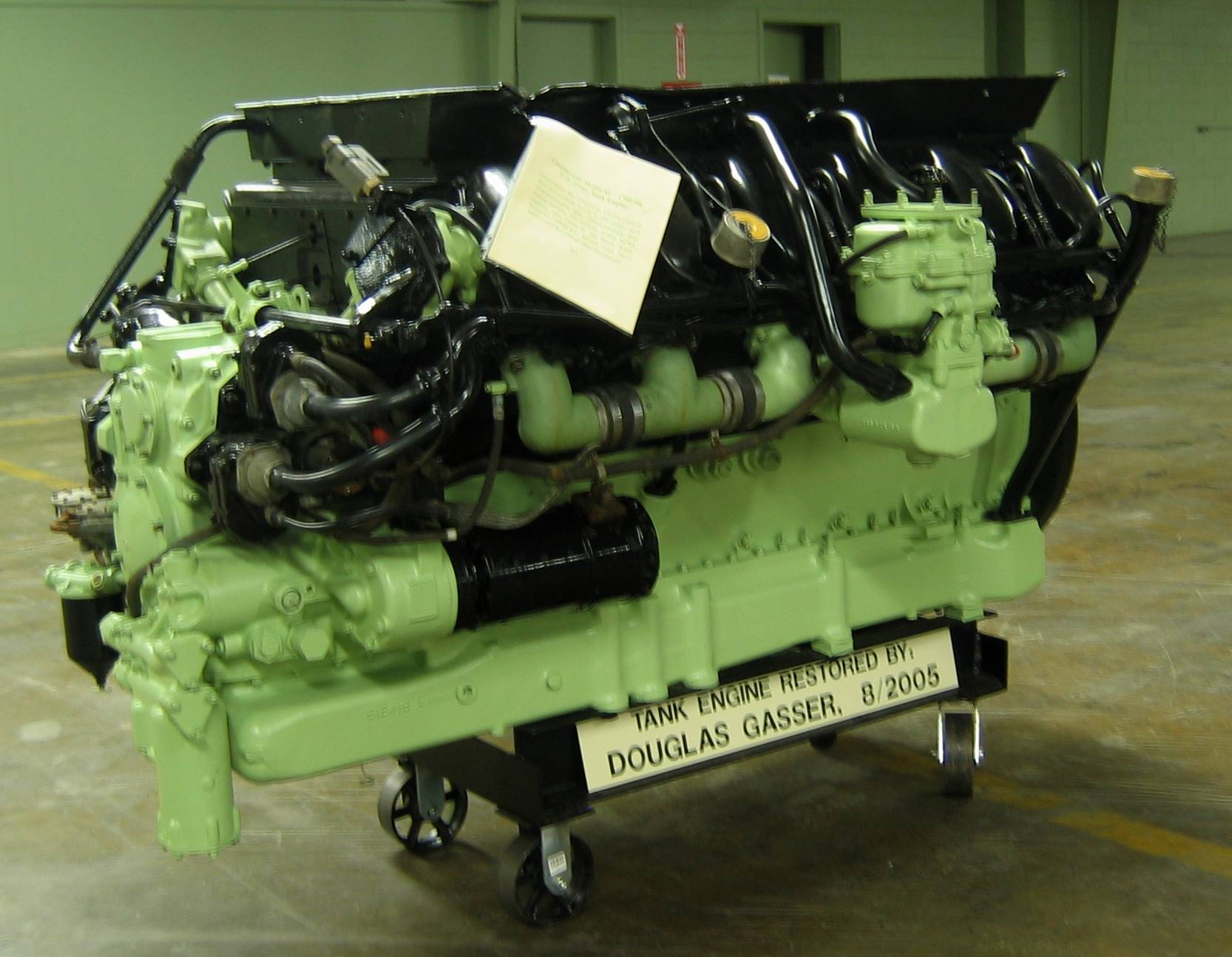
Vzduchem chlazený motor Continental AV1790, existující v řadě verzí a pohánějící mnoho typů americké obrněné techniky v období po druhé světové válce.

Dvanáctiválcový vidlicový motor je často užíván i k pohonu obrněných vozidel, zejména tanků. Již na konci první světové války byl tank Mark VIII vybaven původně leteckým motorem Liberty 12, který posléze poháněl ještě některé typy britských tanků za druhé světové války, například Crusader a Centaur, zatímco jiné (například Cromwell) byly poháněny motorem Rolls-Royce Meteor, odvozeným z leteckého motoru Merlin. Německé tanky druhé světové války užívaly například zážehové motory koncepce V12 Maybach HL210 a HL230, zatímco sovětský tank T-34 a další sovětská obrněná technika užívala kapalinou chlazený vznětový motor ChTZ V-2. Po válce se užívání vznětových vidlicových dvanáctiválců, často chlazených vzduchem, rozšířilo i na konstrukce obrněné techniky dalších zemí.

### Závodní automobily
Nejznámější aplikací je použití V12 motorů firmou Ferrari u vozů formule 1. Ferrari vyrobilo v letech 1950 až 1995 řadu závodních motorů V12 určených pro formuli 1. První titul mistra světa F1 byl získán Albertem Ascarim na voze Ferrari 125  v roce 1952. Některé odvozené motory Ferrari byly také použity v různých sportovních prototypech závodních vozů a sériových silničních autech. Ve formuli 1 byl úspěšně použit V12 motor i na voze McLaren F1, který je jedním z nejrychlejších ze závodních i sériových vozů (s tímto motorem), jaké kdy byly vyrobeny. Další úspěšnou aplikací byl Jaguar XJR-12, sportovní prototyp závodního vozu postavený týmem Tom Walkinshaw Racing podporovaným Jaguar Cars pro skupinu C a IMSA Camel GTP. XJR-12 je známý tím, že v roce 1990 vyhrál závod 24 hodin Le Mans.

## Letectví

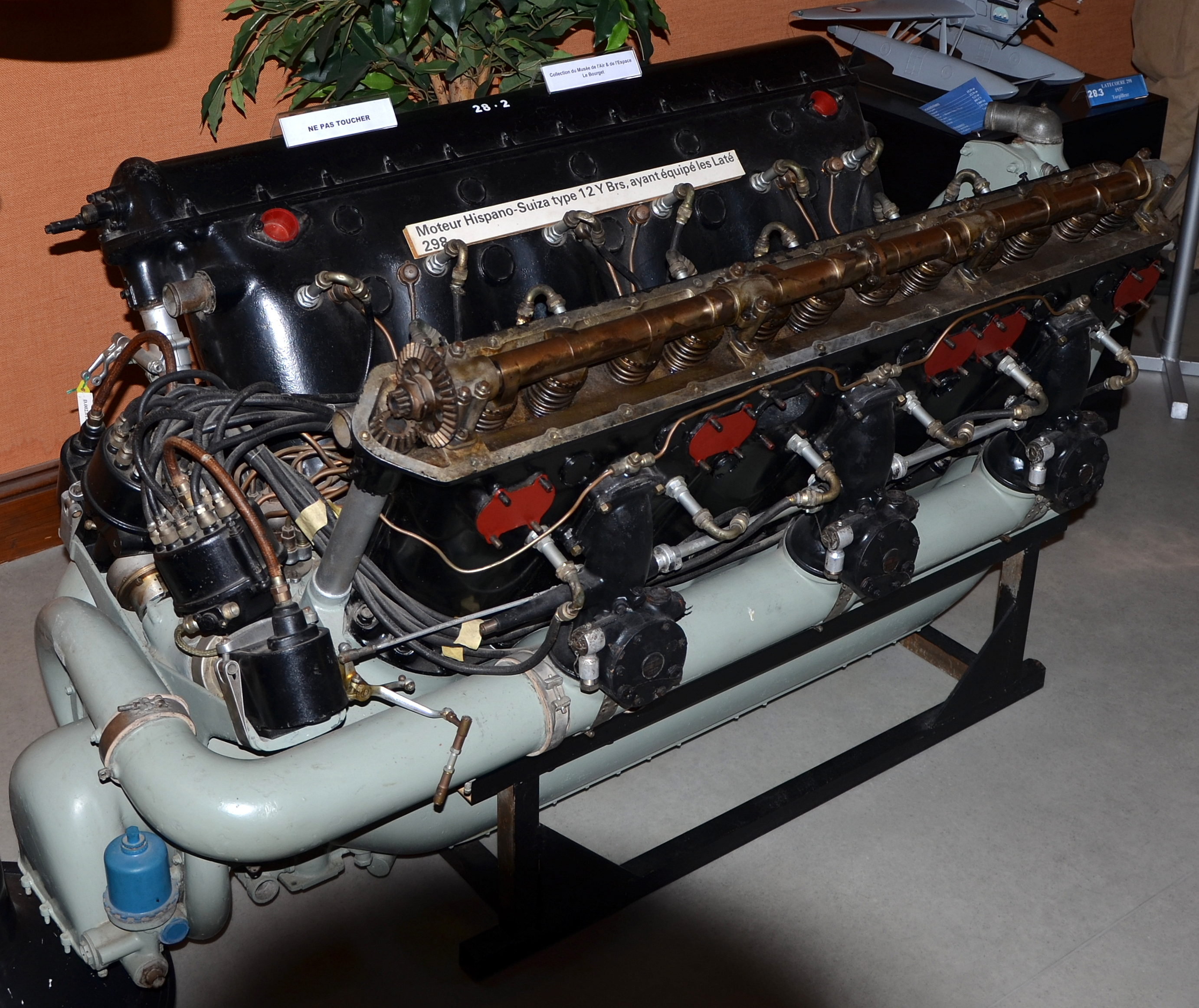
Francouzský letecký vidlicový dvanáctiválec Hispano-Suiza 12Ybrs z období mezi světovými válkami.

Dvanáctiválcový vidlicový motor, nejčastěji zážehový s kapalinovým chlazením, nalezl uplatnění i v letectví, počínaje francouzským typem Renault 12D z roku 1909. Významným typem byl i o pět let později vzniklý britský R.A.F. 4, chlazený vzduchem. Patrně největšího rozsahu použití jako leteckého motoru se tento typ pohonné jednotky dočkal koncem 30. a počátkem 40. let 20. století, kdy jimi byla vybavena řada stíhaček i dalších výkonných vojenských letounů. Rozšířenými typy byly například francouzský Hispano-Suiza 12Y (vyráběný v licenci i v dalších zemích, včetně Československa), britské Rolls-Royce Kestrel, Merlin a Griffon, a německé invertní typy firmy Daimler-Benz, například DB 601. V Československu se v letech 1936-1940 vyráběly i motory původní konstrukce, vzduchem chlazené V12 (Walter Minor 12, Walter Sagitta). Licence motoru Sagitta byla prodána do Itálie, kde byl motor vyráběn jako Alfa Romeo 122 R.C.38. Na sklonku druhé světové války začaly být vidlicové dvanáctiválce v pohonu letounů nahrazovány jinak uspořádanými pístovými motory o větších výkonech, a posléze i motory proudovými, nabízejícími nejen celkově vyšší výkony, ale i příznivější poměr mezi výkonem a hmotností.

## Další použití
Dvanáctiválcové spalovací motory se často montují do lokomotiv, lodí i vojenské techniky a jsou používány i jako stabilní motory například v elektrocentrálách.

## Galerie (Použití 12V motorů v Československu)

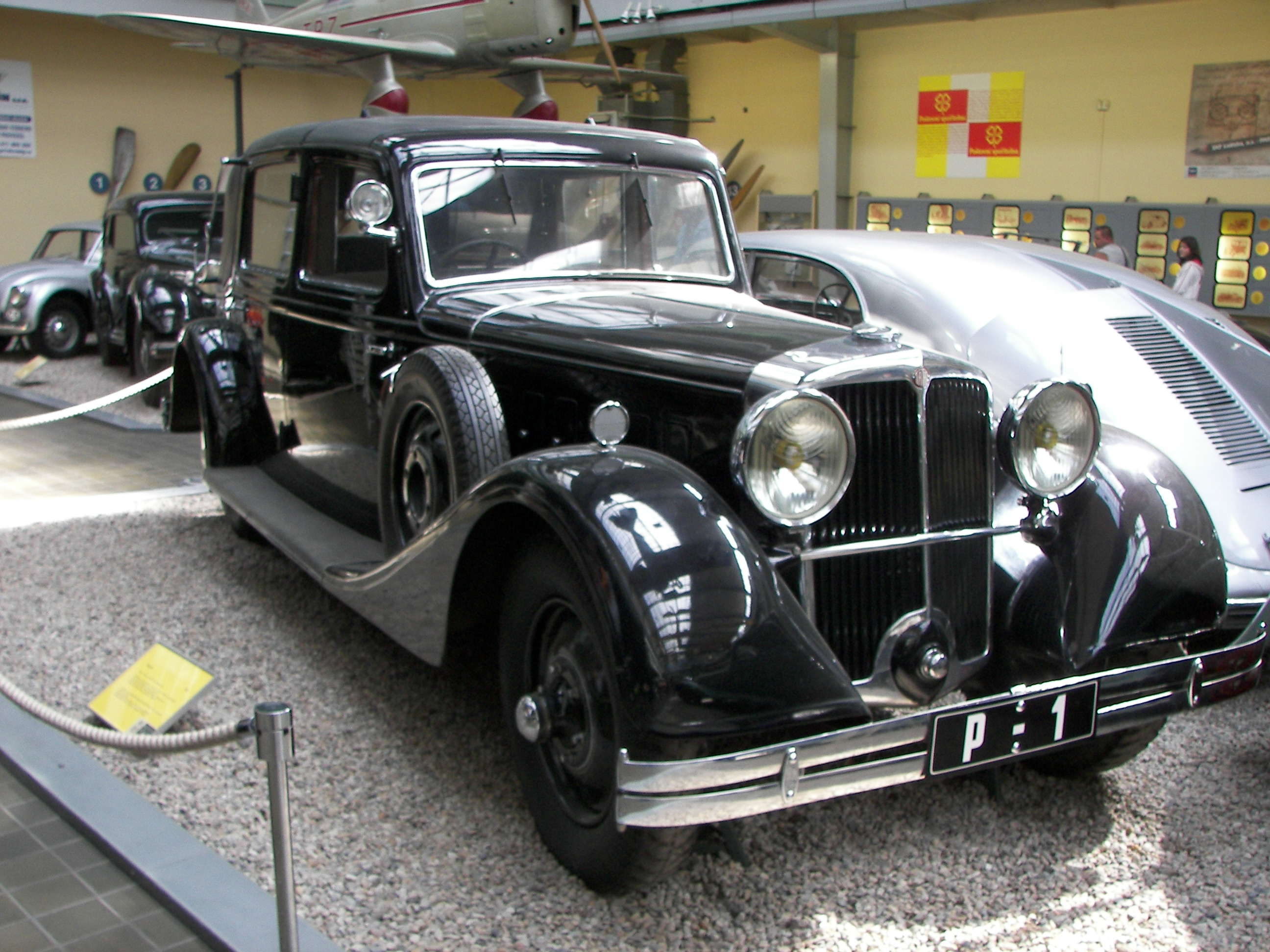
Tatra 80 v NTM Praha
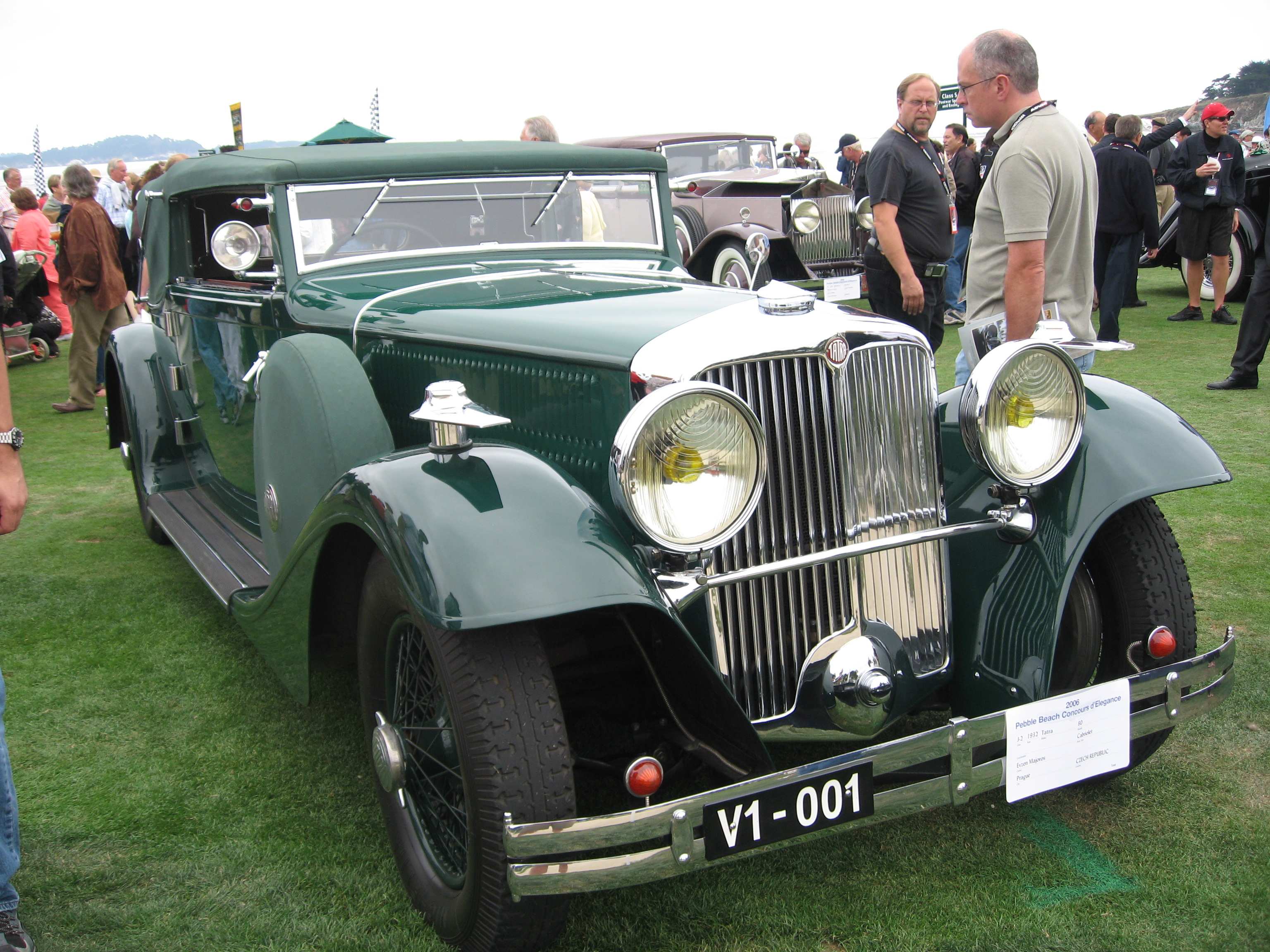
Tatra 80
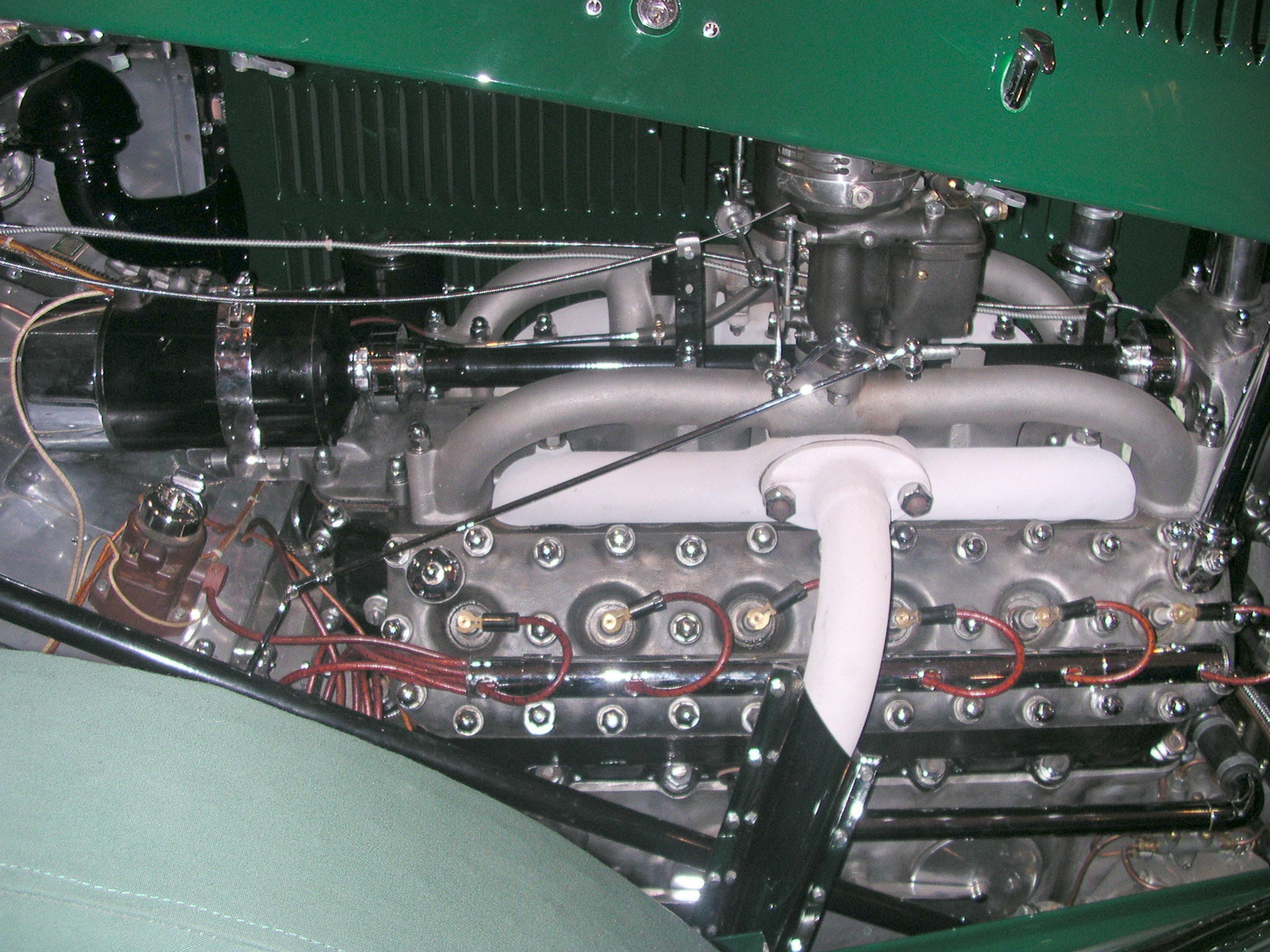
Tatra 80 (motor)
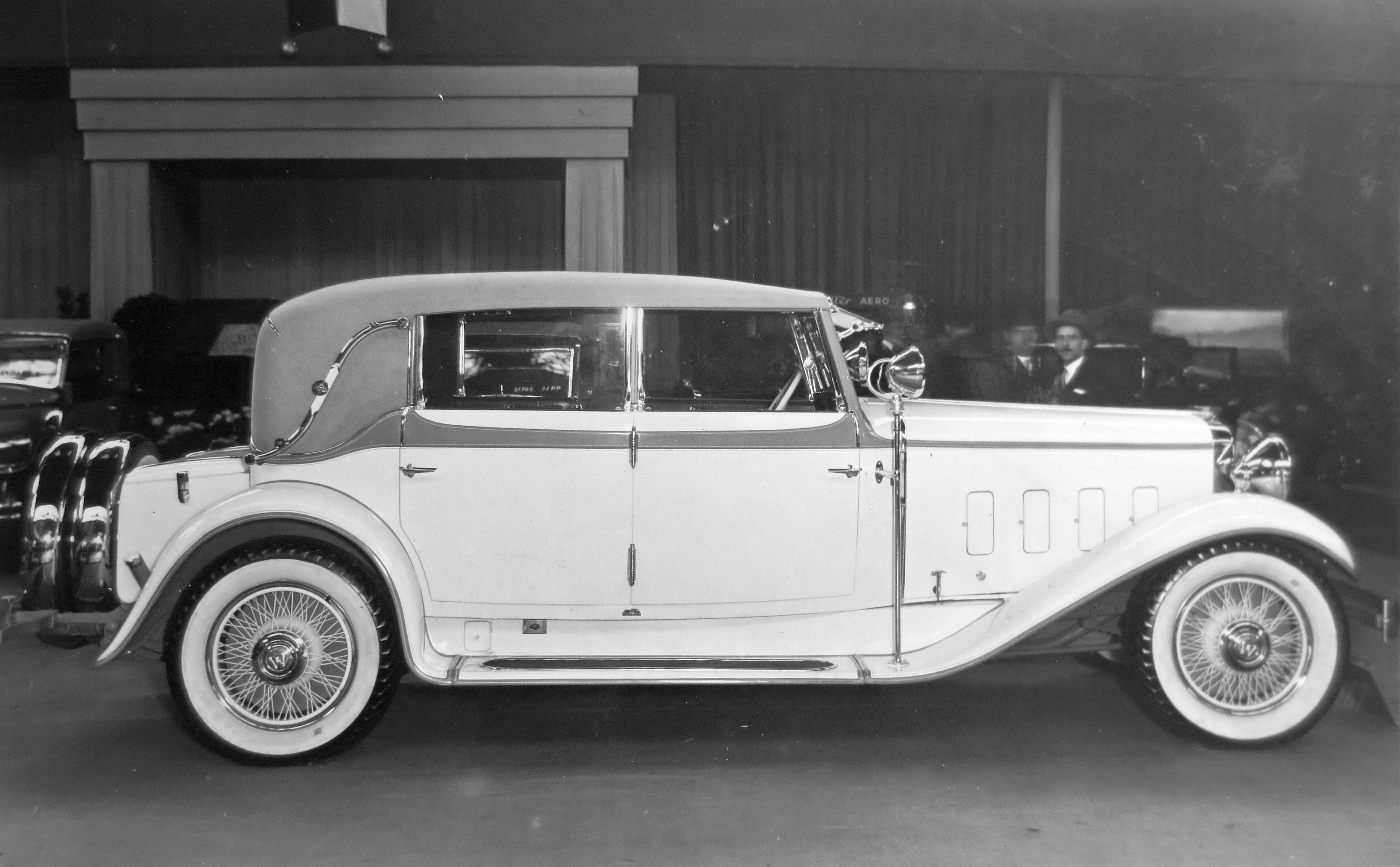
Walter Royal (1931), kabriolet Petera
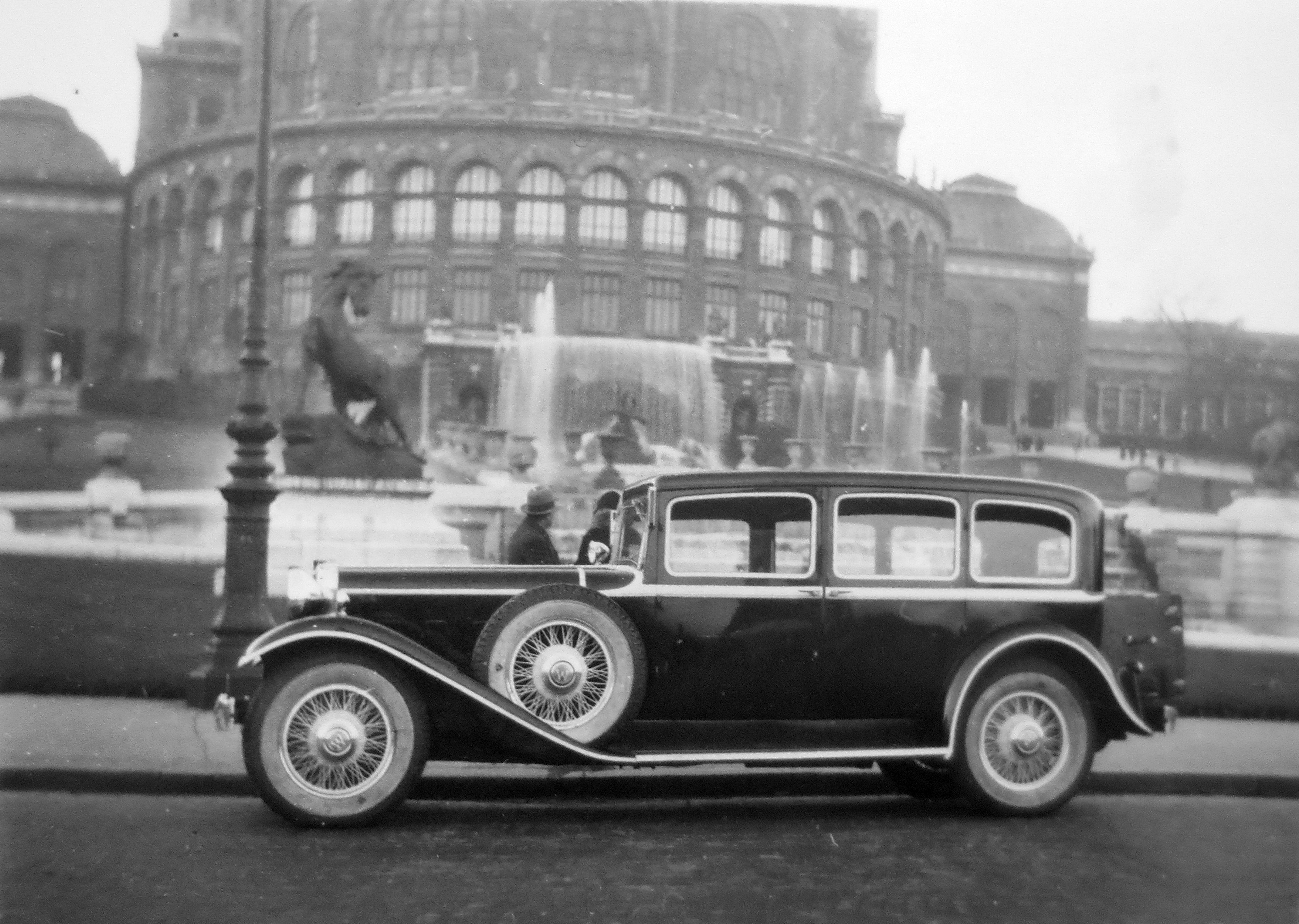
Walter Royal (1931), limuzína před pařížským Trocaderem
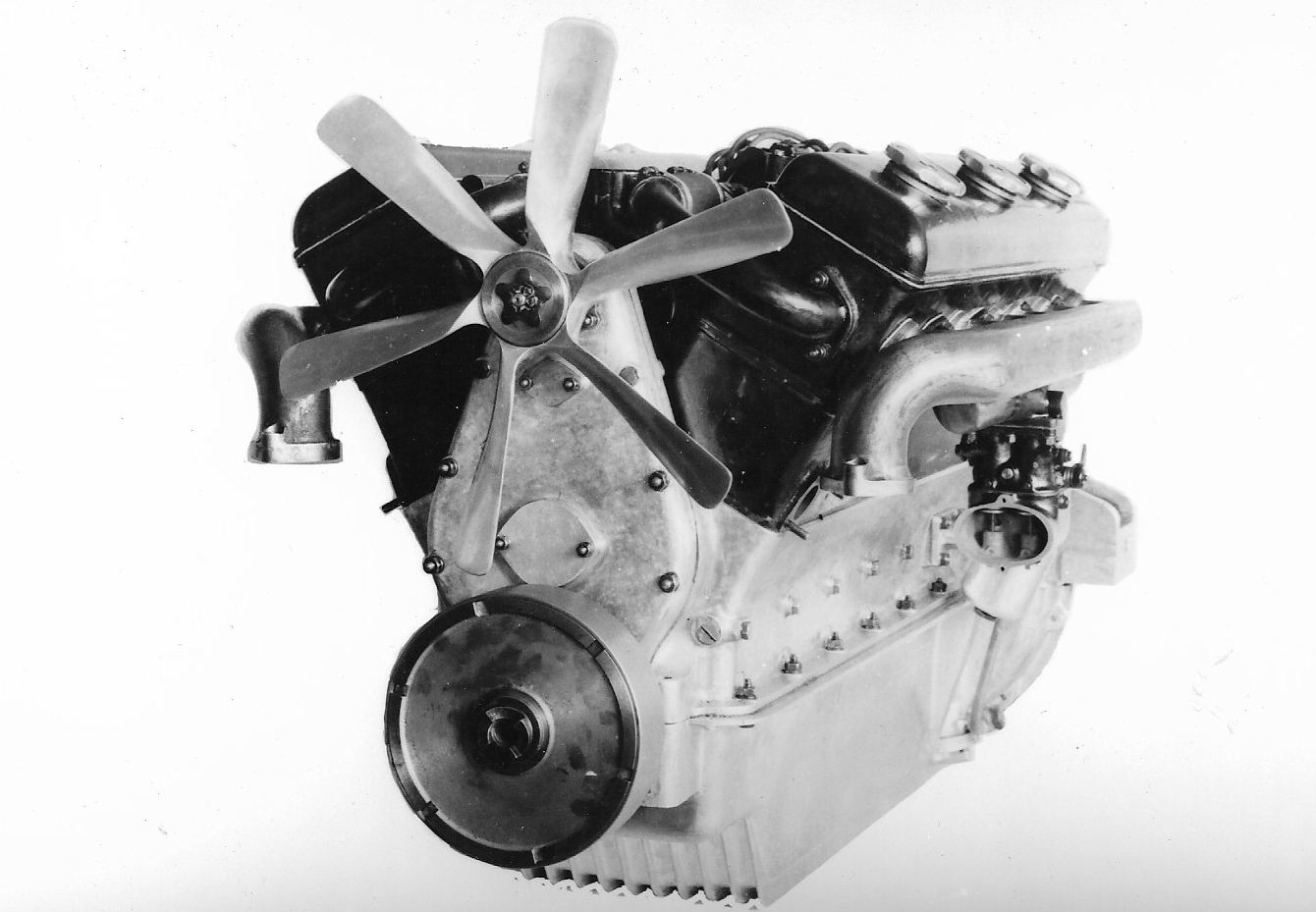
Walter Royal, motor 12V (1931)
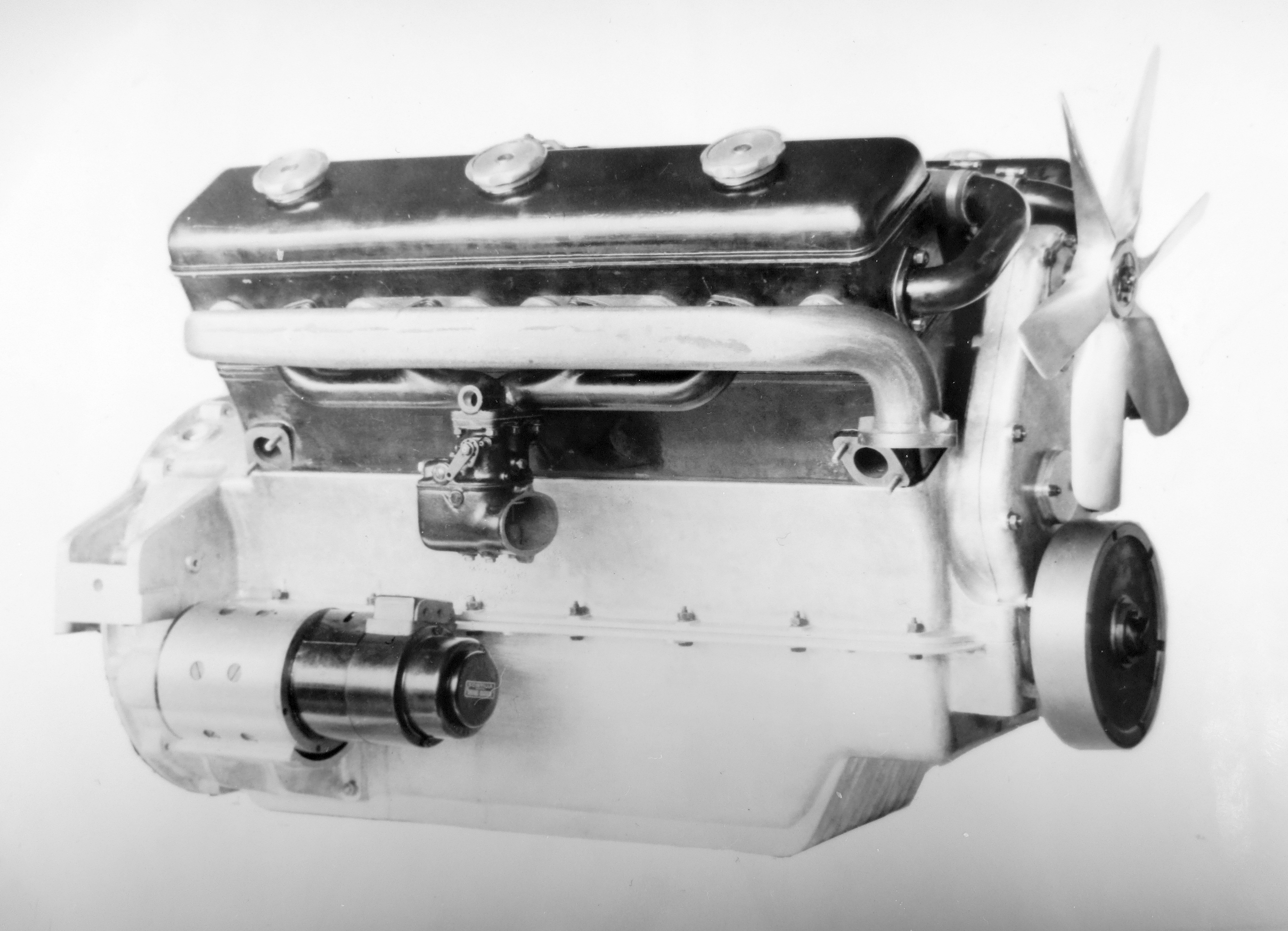
Walter D-Bus, motor (1932)
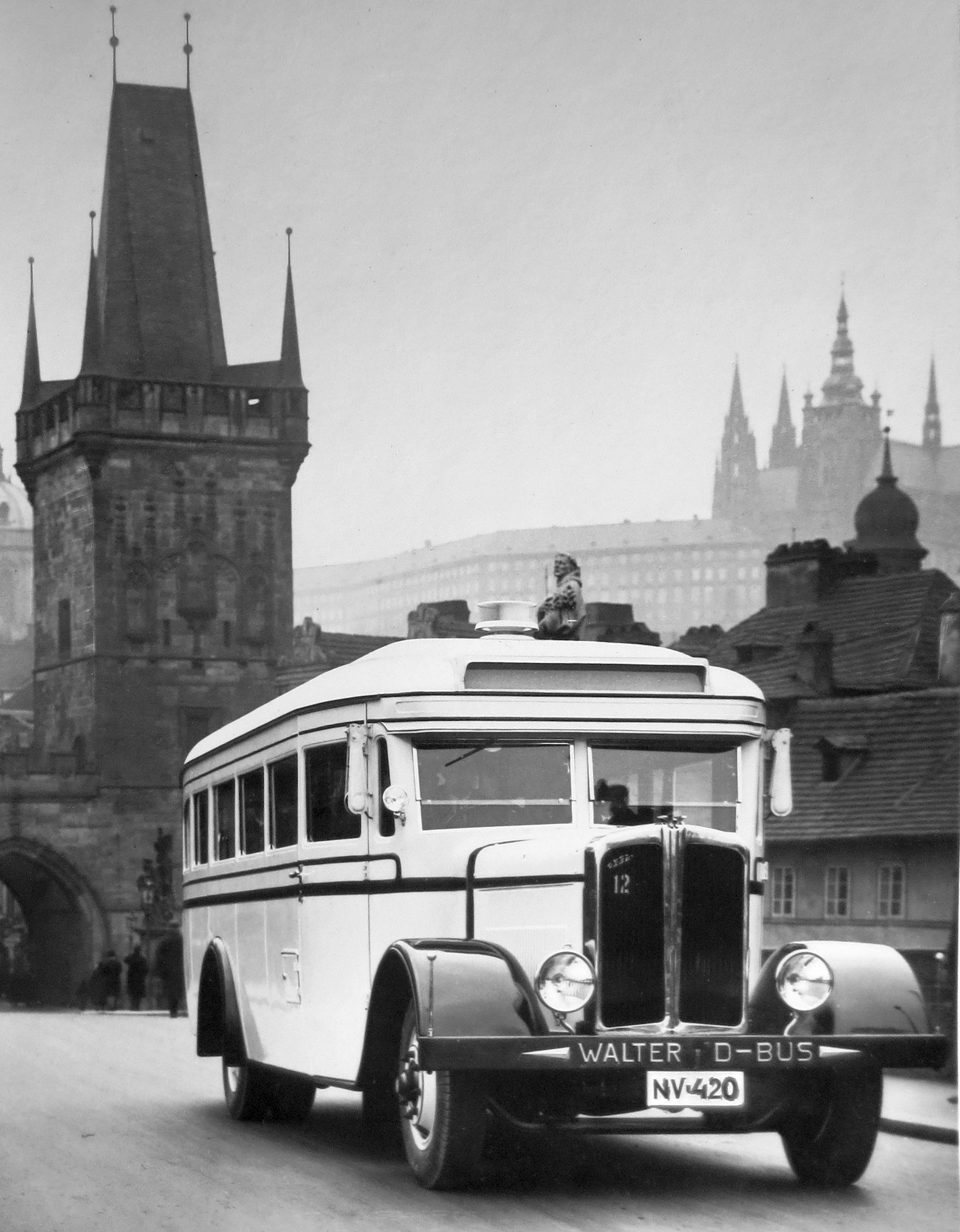
Walter D-Bus (1931)
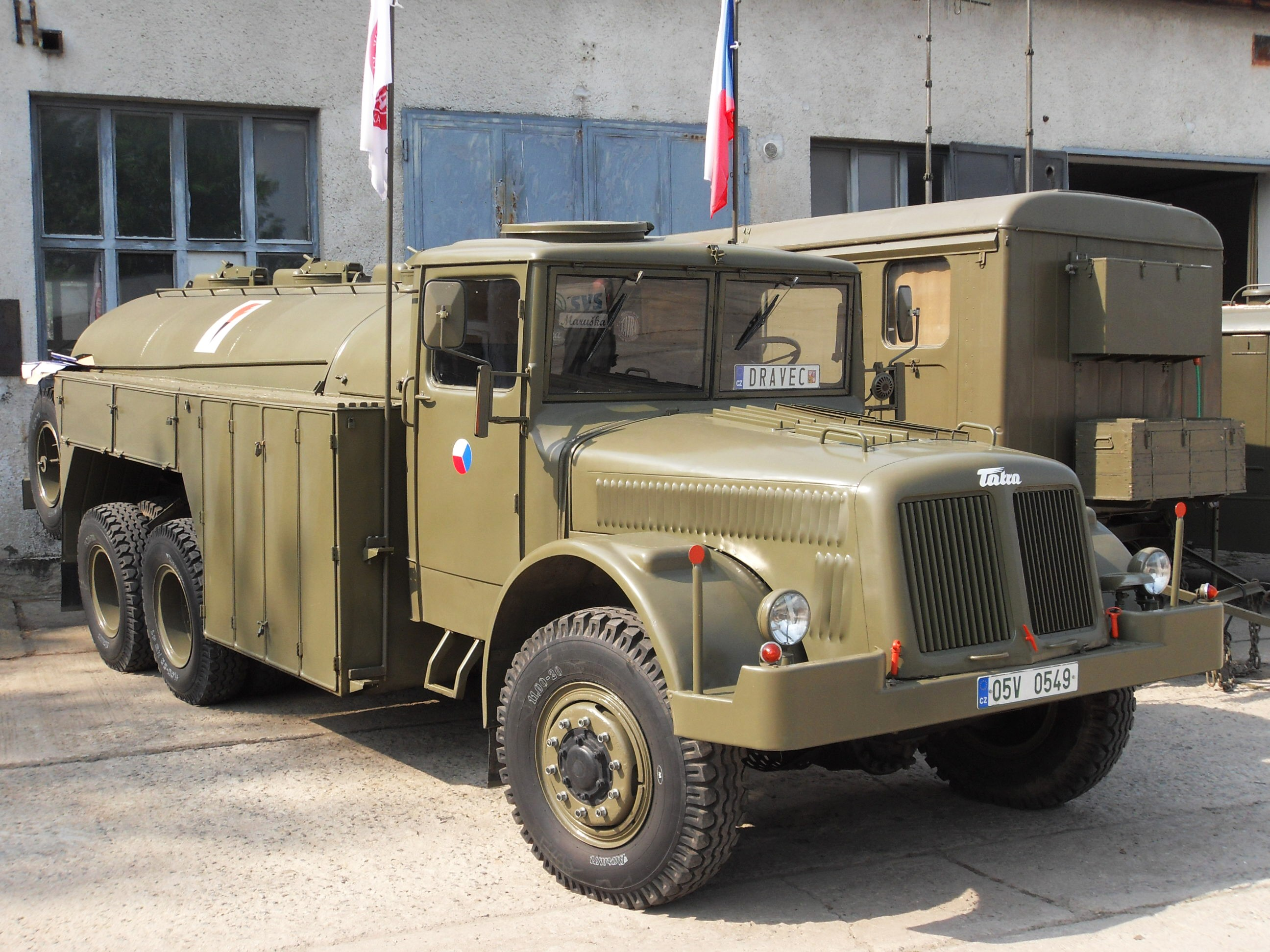
Tatra 111 C
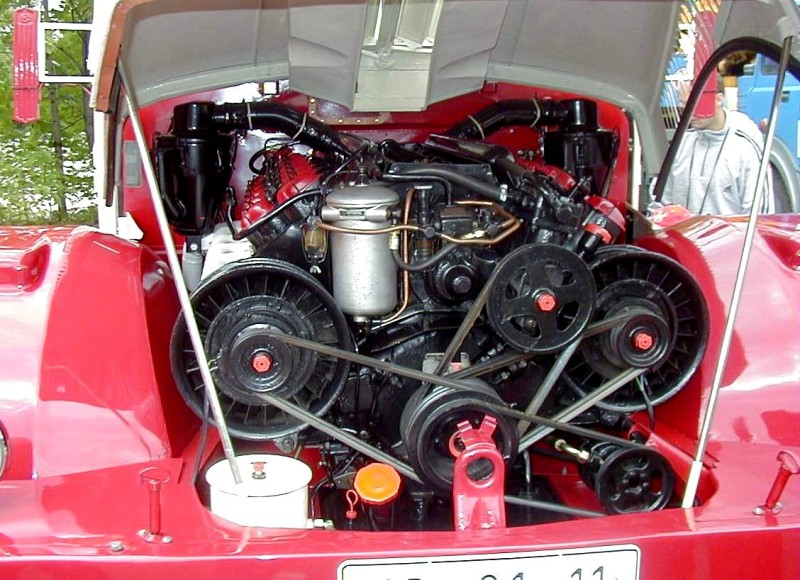
Tatra 111, motor
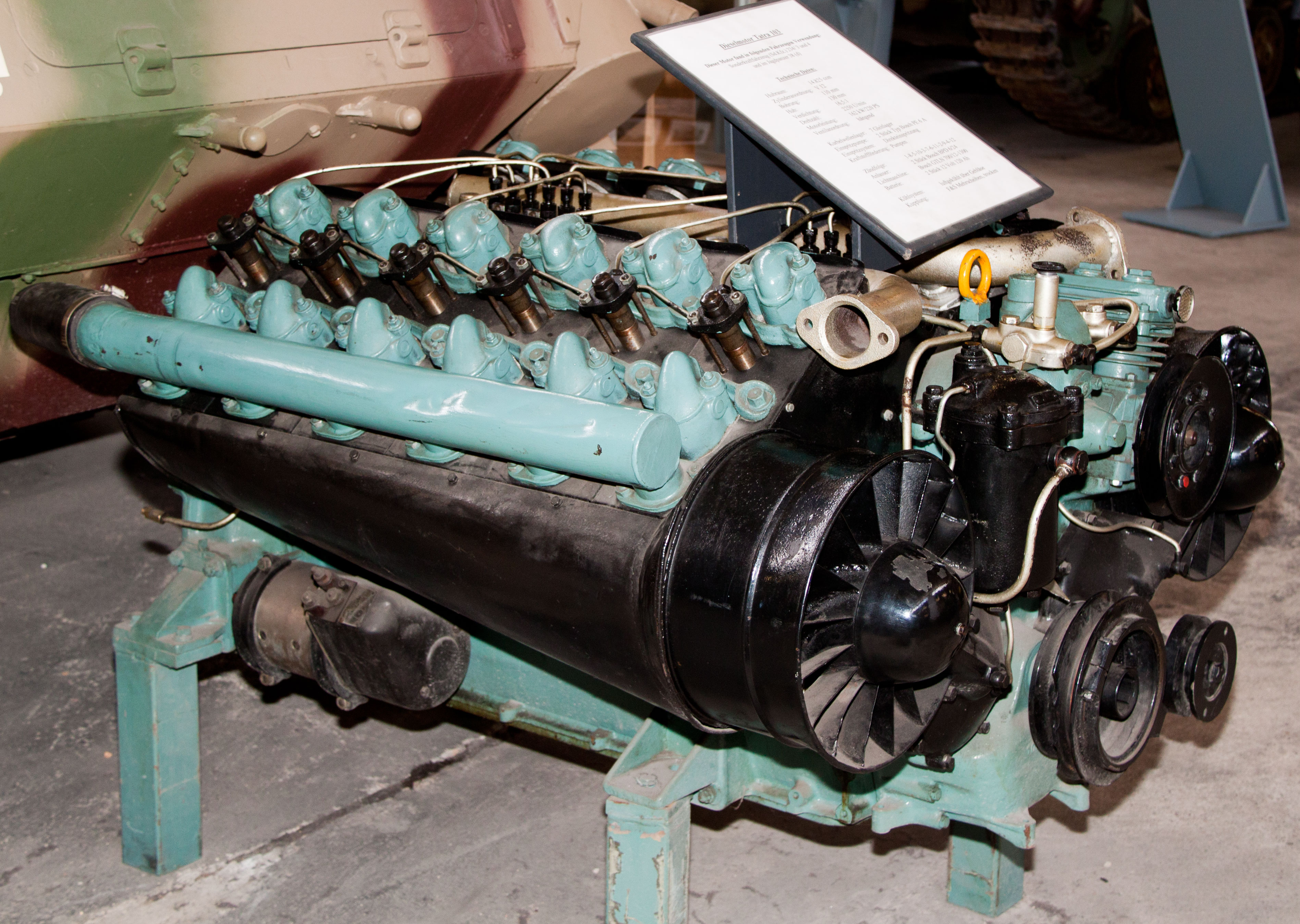
Tatra 141, motor
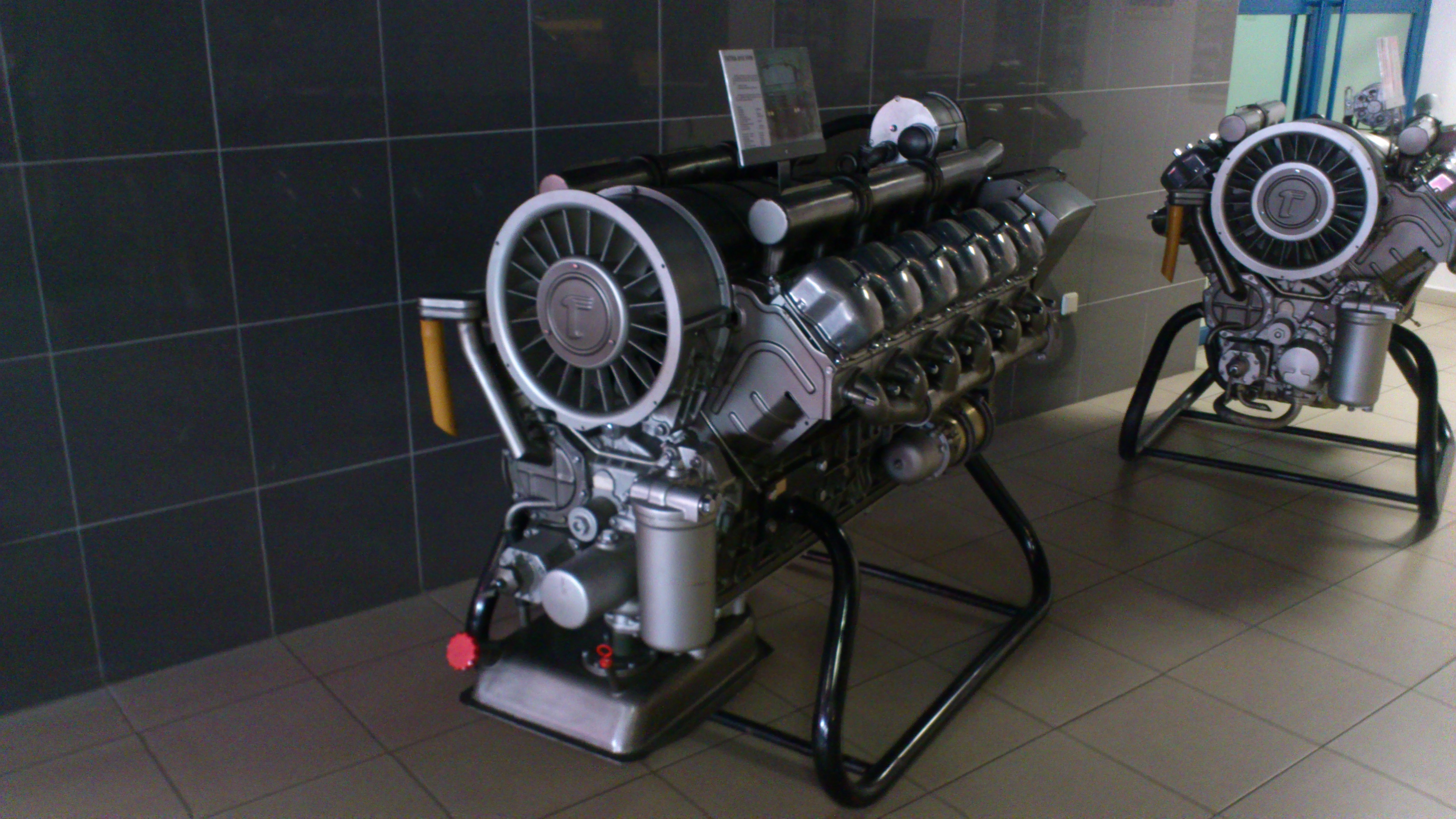
Tatra 813, motor typ T930
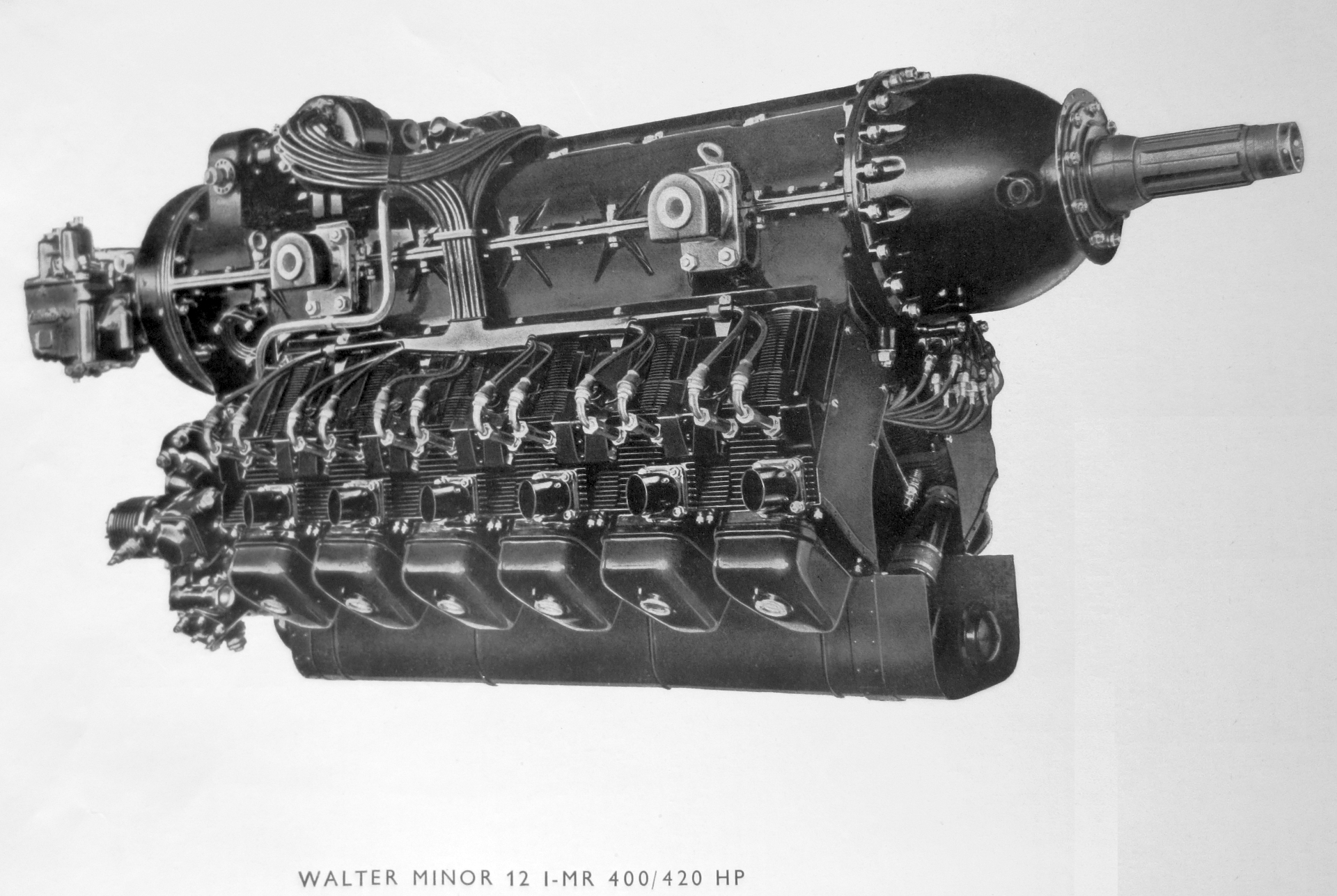
Walter Minor 12 I-MR, letecký vzduchem chlazený motor (1939)
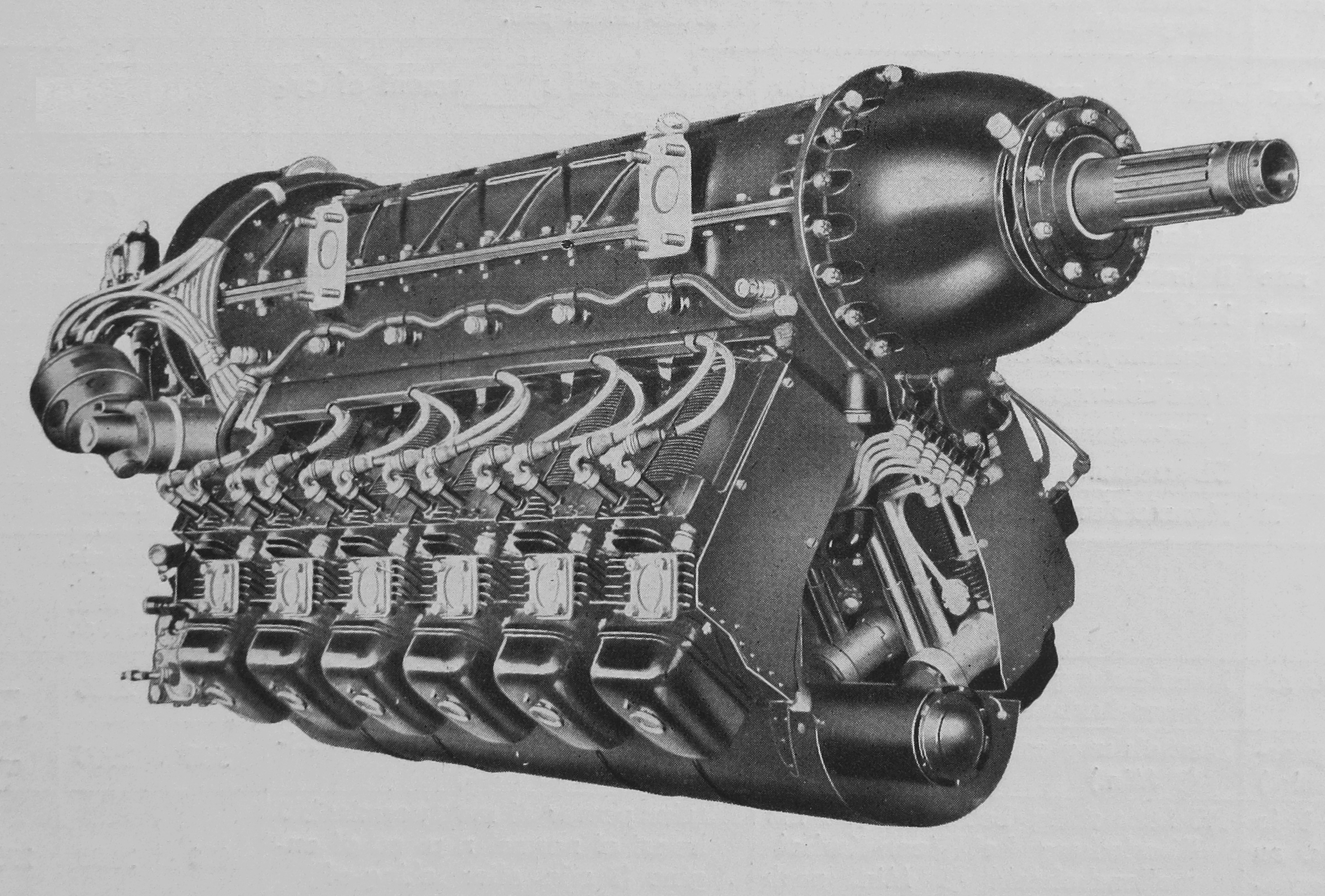
Walter Sagitta I-M, I-MR, letecký vzduchem chlazený motor (1938)
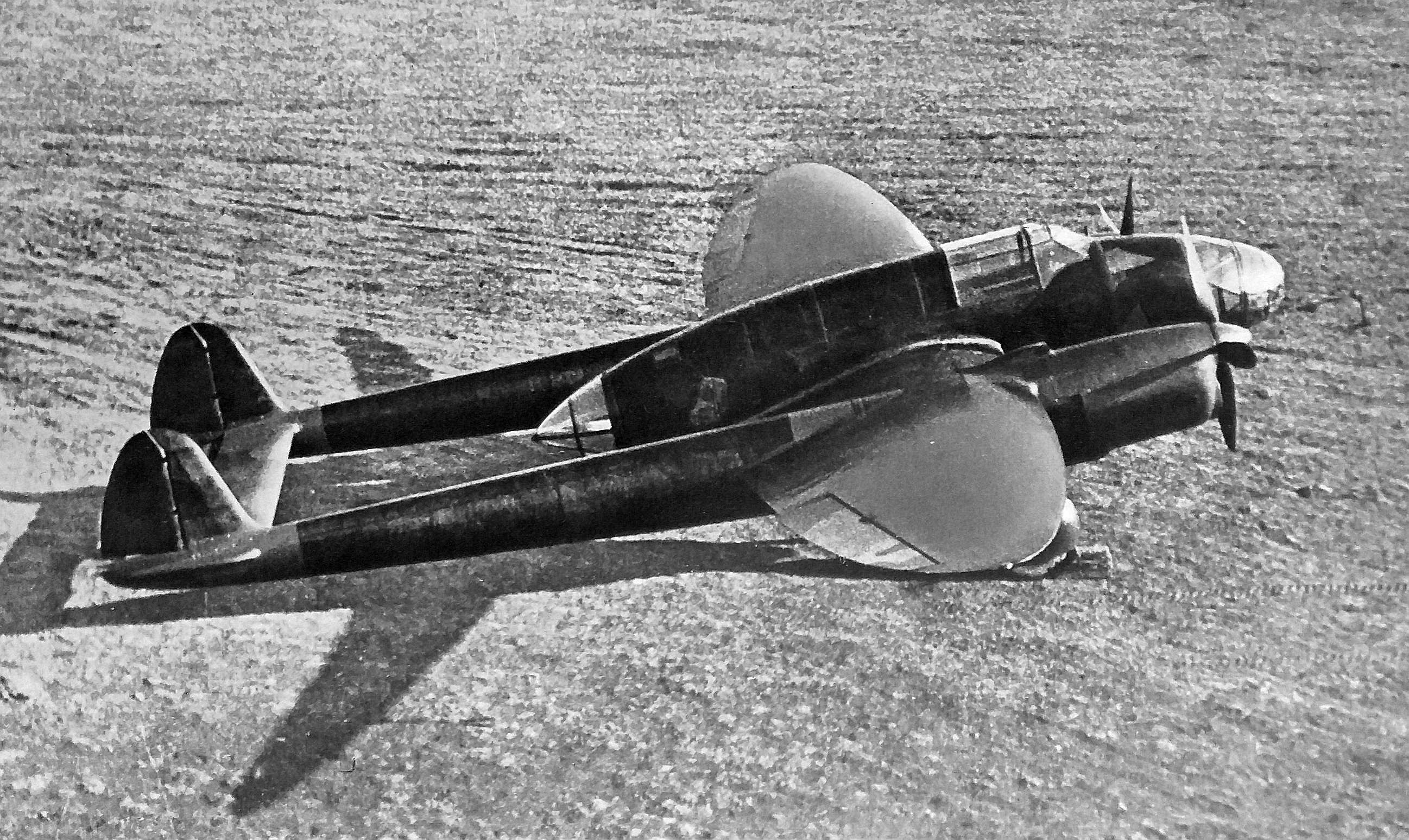
Walter Sagitta I-MR a Praga E-51 (1938)
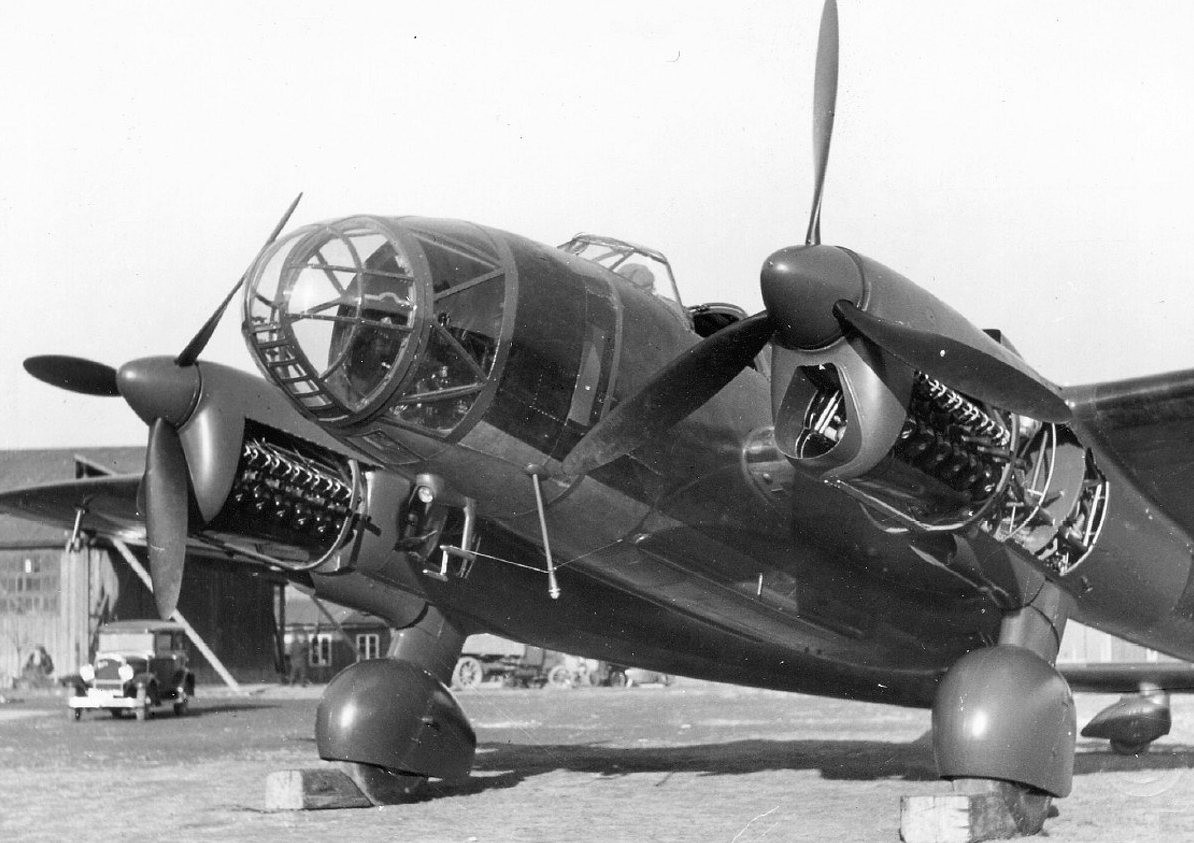
Walter Sagitta I-MR a Praga E-51 (1938)